# Muhasan
Muhasan (arabisch موحسن, DMG Mūḥassan, auch al-Mohassan oder Almu Hasan oder frz. transliteriert Mouhassane) ist eine Stadt in Ostsyrien, administrativ Teil des Gouvernements Deir ez-Zor, am Euphrat südlich von Deir ez-Zor und 120 Kilometer westlich der Grenze zum Irak. Nach Angaben des syrischen Zentralbüros für Statistik hatte Muhasan bei der Volkszählung von 2004 eine Bevölkerung von 9.501 Einwohnern.
Muhasan ist das Verwaltungszentrum von Nahiya Muhasan des Distrikts Deir ez-Zor.

## Geschichte
In den frühen 1950er Jahren gewann die Syrische Kommunistische Partei in mehreren arabischen und sunnitischen muslimischen Städten des Landes an Unterstützung, darunter Muhasan, das lokal als „Klein-Moskau“ bekannt wurde, in Anlehnung an die Hauptstadt der damaligen Sowjetunion. Im Sommer 1953 initiierten die bäuerlichen Stammesangehörigen des Stammes al-Aqaydat den Widerstand gegen die Übergriffe eines regional mächtigen Handelsklans, der auf Getreidehandel, Geldverleih und Zapfsäulen spezialisiert war und einen eigenen Landwirtschaftsminister hatte. Unter Anleitung kommunistischer Lehrer in Deir ez-Zor und lokaler kommunistischer Aktivisten der Grundschule der Stadt gründeten die Landbesitzer der Musha (kollektive Landwirtschaft) eine öffentliche Gesellschaft und kauften zwei Zapfsäulen und zwei Traktoren mit im Inland aufgebrachten Mitteln, wodurch ihre Unabhängigkeit vom wohlhabenden Klan erreicht wurde.